# 3460 Ashkova
3460 Ashkova је астероид главног астероидног појаса чија средња удаљеност од Сунца износи 3,189 астрономских јединица (АЈ).
Апсолутна магнитуда астероида је 12,3.